# Наседкин, Анатолий Леонидович
Анатолий Леонидович Насе́дкин (1924—1994) — украинский советский живописец. Народный художник УССР (1974).

## Биография
Родился 22 апреля 1924 года в Великом Новгороде. Участвовал в Великой Отечественной войне. В 1951 году окончил Харьковский художественный институт, где учился у М. Г. Дерегуса и Е. П. Светличного.
Корни этого творчества уходят в российскую и украинскую культуры, которые нельзя разделить государственными границами. Родившись на исконно древне русских землях Великого Новгорода и почти всю жизнь прожив на Украине на Харьковщине, он с детства впитал в себя любовь к родной природе, к зелёным лугам и березовым рощам, извилистым берегам Ильмень-озера и Северского Донца.
«Счастье — это когда тебя понимают, когда твоя работа созвучна времени…» (А. Л. Наседкин)

### Детство
Анатолий Леонидович Наседкин родился в Великом Новгороде 22 апреля 1924 года. У родителей будущего художника — Леонида Ефимовича и Нины Петровны Наседкиных — было четверо детей: старший сын — Валентин, близнецы Лена (умерла в 3 года) и Оля, младший — Анатолий.
Большое влияние на формирование личности будущего художника оказал его дед Пётр Васильевич Косцов. Несмотря на то, что происходил он из рода купцов и не имел высшего образования, Пётр Васильевич был известен на весь город как искусный механик и слесарь, был достаточно образован, знал четыре иностранных языка, имел богатую домашнюю библиотеку. Несмотря на суровый характер, детям и внукам он стремился привить чувство любви к литературе, к знаниям. Здесь, в библиотеке деда, маленький Толя Наседкин впервые пристрастился к карандашу и бумаге, перерисовывая картинки из книг.
С самых ранних лет, по словам Анатолия Леонидовича, он полюбил все, что имело отношение к старинному Новгороду, где он прожил до 6-летнего возраста, до переезда в Харьков. «…Моё открытие мира состоялось на Волге. Хотя дальнейшая биография связана с Харьковом, куда перебралась семья в начале тридцатых годов», — скажет впоследствии А. Л. Наседкин

### Юношество
В начале тридцатых годов в стране обостряется экономический кризис. В поисках работы в 1934 году Леонид Ефимович Наседкин уехал в Харьков, куда вскоре вызвал и свою семью. Поселились они на Холодной горе.
Анатолий Наседкин учился в мужской гимназии, больше всего его привлекали гуманитарные науки — история и литература. Юношеская влюбленность в творчество М. Горького, поэзию Т. Г. Шевченко, произведения Г. С. Сковороды и И. Я. Франко в зрелом возрасте проявится в целом цикле картин, гравюр и литографий, посвященных этим великим литераторам и их произведениям («Проводы Горького в Нижнем Новгороде», 1955, «М. Горький на могиле Т. Г. Шевченко», 1961, «М. Горький и В. В. Стасов в мастерской И. Е. Репина», 1956, «И. Франко укрывает преследуемых крестьян», 1956 и др.). Но больше всего он любил рисовать. Он рисовал каждую свободную минуту, даже сбегал с уроков куда-нибудь в лес или на речку, чтобы порисовать с натуры.
Была ещё одна страсть — Харьковский художественный музей. Анатолий Наседкин мог хоть целый день бродить по залам художественного музея, часами стоять перед полотнами К. П. Брюллова и И. К. Айвазовского, И. И. Шишкина и Н. Н. Ге, К. А. Коровина и В. И. Сурикова и других выдающихся художников. В начале 30-х годов коллекция музея пополнилась картинами И. Е. Репина «Запорожцы пишут письмо турецкому султану» и «Казак в степи». Эти полотна стали одними из самых любимых будущего художника. Он всегда будет считать себя последователем русской классической живописи И. Е. Репина и В. В. Стасова.
В 12 лет Анатолий Наседкин поступил в студию изобразительного искусства в только открывшемся Дворце пионеров. Сюда два раза в неделю пешком через весь город с Холодной горы ходил Анатолий Наседкин. Изостудия Дворца пионеров стала для А. Л. Наседкина первой профессиональной школой рисования. Здесь устраивали выставки ко всем знаменательным событиям и юбилейным датам. Большая выставка была посвящена героям-папанинцам, первым советским людям, покорившим северный полюс. Во Дворец пионеров приехали легендарные «полярники» И. Д. Папанин и Э. Т. Кренкель. Под впечатлением этой встречи Анатолий Наседкин сделал рисунок «Папанинцы», который был напечатан в сборнике «Щаслива юність» в 1938 году, а после — участвовал и в выставке в Москве на ВДНХ, где Толя был награждён грамотой ВДНХ СССР. Это было первое признание художественного творчества, пусть ещё и детского, А. Л. Наседкина. «Благодаря Дворцу пионеров я познакомился с искусством и полюбил его на всю жизнь» — скажет потом художник.
Вскоре умер отец. Нине Петровне пришлось растить своих детей одной. Она хорошо шила, работала на дому. Анатолий только окончил 9-й класс, его рисунки отмечены известными художниками Харькова… Это был 1941 год.
Началась война. Летом 1941 года семья проводила Валентина (теперь — опору семьи) на фронт, а через несколько месяцев получила извещение, что он пропал без вести.
В 1943 году, когда был освобождён Харьков, Анатолий Наседкин ушел на фронт добровольцем. Попал в пехоту. В боях на Орловско-Курском направлении под небольшим селом на Брянщине Анатолий тяжелое ранение. Медсанбат, долгие месяцы в госпиталях Тулы, Москвы, Свердловска. Только в 1945 году он окончательно вернулся к жизни. Из всех наград (более десяти медалей и три ордена) самой дорогой для художника была медаль «За отвагу», которую он получил за тот бой, в котором был тяжело ранен.

### Зрелость
Вернувшись в Харьков, А. Л. Наседкин продолжал совершенствоваться в живописи. В 1946 году он поступил в Харьковский художественный институт, где учился у М. Г. Дерегуса и Е. П. Светличного. Здесь он стал профессиональным художником-живописцем. По окончании института в 1951 году Анатолий Наседкин получил квалификацию художника станковой живописи.
В 1957 году Анатолий Леонидович познакомился Ириной Игоревной Тиховой. В 1958 году они поженились. В 1961 году у них родилась дочь, Ирина Игоревна была вынуждена бросить работу, и всю свою жизнь отдала мужу и семье.
Творческая молодость Анатолия Наседкина прошла «под знаком» А. М. Горького. «Горьковской темой, — рассказывал художник, — я буквально заболел. Ездил по тем местам, где он бывал, написал много этюдов… Я прочитал все произведения Алексея Максимовича и десять лет не мог выйти из „кольца“ тем, образов и героев писателя». А. Л. Наседкин изучил маршруты скитаний Горького, обошедшего пешком половину России, прошел по его следам по рекам Ветлуге и Керженцу, был на Средней Волге. Везде, где некогда побывал Алексей Максимович, он писал пейзажи, делал зарисовки к будущим картинам. В результате родились полотна: «Проводы М. Горького из Нижнего Новгорода в 1901 году», 1955 (эта картина была приобретена для постоянной экспозиции Центральным музеем М. Горького в г. Москве); «Песня рабочей артели», 1957; «М. Горький на могиле Т. Шевченко», 1961 (картина хранится в музее Т. Г. Шевченко в Каневе); «М. Горький и Ф. И. Шаляпин» и др.
Не только личности, ушедшие в историю интересовали А. Л. Наседкина. Великие события современности и люди, совершающие их, волнуют его не меньше. Весной и летом 1961 года он пишет яркое полотно, где запечатлена встреча вернувшегося из первого космического полета Ю. А. Гагарина. На картине ликующий народ горячо приветствует героя, его славный подвиг. Эта работа экспонировалась на республиканской выставке в Киеве, а затем на Всесоюзной выставке в Москве.
В 60-е годы в украинской живописи главное место занимают картины на историко-революционную тематику. Приближались большие юбилейные даты: 50-летие Великого Октября и 100-летие со дня рождения В. И. Ленина. А. Л. Наседкин начинает работать над темой первых годов становления Советской власти. Три картины — «В колхоз!» (1960), «Хлеб революции» (1965), «Продотряд» (1967) — образуют своеобразный триптих. Уже перечень самих дат работы над полотнами говорит о том, как много лет отдал А. Л. Наседкин воплощению темы, посвященной судьбам крестьянства.
Прошло немало лет, прежде чем Наседкин решился написать полотно, посвященное военной теме — картину «За Волгой земли нет» (1975). «В картине, — рассказывал Анатолий Леонидович, — я изобразил солдата — сталинградца. Долго искал натуру, чтобы в одном человеке отразить героические черты всего народа, победившего в смертельной схватке. Писал много проб, этюдов, и то, что, в конце концов, перенес на холст, — это обобщенный образ воина, каким я сам видел его на войне». В этом образе, так же, как и в образе красноармейца в «Продотряде», художник использовал какие-то едва уловимые свои черты.
В 1975 году художник решил рассказать на холсте о себе. «Автопортрет», написанный в этом году, — это образ человека — творца, изображенного в минуту глубоких раздумий. Художник выбрал самую простую сидячую позу, скромную, негромкую, нейтральную серо-голубую с чёрным оттенком колоритную гамму, которая бы гармонировала с его психологическим состоянием.
Вообще жанр портрета привлекал художника не меньше, чем станковая живопись. В семейном архиве — множество портретов крестьян, рабочих, студентов, друзей художника. Особое место среди них занимают портреты членов семьи А. Л. Наседкина, так как они составляют своеобразную родословную: портреты матери, сестры и племянницы, жены и дочери, зятя и внучек — все это будет передаваться из поколения в поколение, рассказывая потомкам об их предках…
В 1976 году в Харькове, а затем и в Киеве с большим успехом прошла персональная выставка Анатолия Леонидовича Наседкина. Она стала своеобразным итогом двадцатипятилетней деятельности творца. Искусствоведы назвали А. Л. Наседкина одним из лучших представителей харьковской художественной школы. Выставка произведений А. Л. Наседкина имела ретроспективный характер. Она знакомила с многогранным творчеством художника, начиная с первых самостоятельных работ после окончания Харьковского художественного института. На ней были представлены как законченные, известные общественности работы, так и этюды, эскизы к картинам, рисунки, автолитографии, иллюстрации.
С начала 1970-х годов и до конца жизни А. Л. Наседкин увлекался натюрмортами и пейзажами. Ему интересно было передать свежесть и красоту только что собранного букета полевых цветов, или сиюминутное состояние природы, или динамику движения, цвета и композиции, которая характеризует дух времени. По нескольким пейзажам можно «прочитать» историю улиц Культуры и Ленина, где жил художник: «Дорога на Шатиловку» (1958), «Строительство бассейна „Пионер“» (1970), «Первый снег» (1971), «Вид на улицу Ленина» (1981), «Вид на улицу Коломенскую» (1982).
В начале 90-х годов он вновь возвращается к Шевченковской теме. Начинает несколько крупномасштабных полотен, посвященных Великому Кобзарю, делает зарисовки, этюды, наброски. Из Англии, Франции и Японии, где в конце 80-начале 90-х годов прошли выставки с участием его полотен, приходят приглашения на новые выставки. Отметив свой 70-летний юбилей, художник полон энергии и планов. Однако 26 июля 1994 года Анатолий Леонидович Наседкин умер.

## Звания, премии, награды
- народный художник УССР (1974)
- заслуженный деятель искусств УССР (1968)
- Государственная премия УССР имени Т. Г. Шевченко (1985) — за цикл живописных произведений о колхозном строительстве «В колхоз», «Хлеб революции», «Продотряд», «Земля»
- орден Отечественной войны II степени (6.11.1985)
- орден «Знак Почёта»
- медаль «За отвагу» (1943)

## Произведения
- «Дубинушка» (1952)
- «Проводы М. Горького в Новгороде» (1955)
- «В колхоз» (1960)
- «Хлеб революции» (1965)
- «Продотряд. 20-е годы»(1967)
- «Дни Октября. Письмо из деревни» (1971)
- «За Волгой земли нет» (1975)
- «Г.Квитка-Основьяненко на ярмарке в Харькове в 1820-х годах» (1987)
- «Харьковский государственный университет — Родине» (1979—1980)